# Anizometropija
Anizometropija je stanje u kojem oči imaju različitu refrakcijsku snagu,a susrećemo je u različitim stanjima poput kratkovidnosti,dalekovidnosti ili antimetropije ( gdje je jedno oko kratkovidno, a drugo dalekovidno). Različita refrakcijska stanja vode različitim smetnjama kao dvoslike i astenopija.
Anizometropija može činiti štetu samom razvoju binokularnog vida kod novorođenčadi i djece i stvarati velike razlike u samoj bistrini vida. Kod slabovidnosti mozak suprimira vid na zamućenom oku,takvo oko nazivamo „lijeno oko“.
Ime potiječe od grčkoga: an-ne,iso-isto,metr-mjera,ops-oko.
U jednoj studiji gotovo 6% djece od 6 do 18 godina imalo je anizometropiju.

## Korekcija naočalama
Kod ljudi s velikom anizometropijom korekcija naočalama može stvoriti različitu veličinu slika, čime se može naškoditi razvoju dobrog binokularnog vida.